# Abborrtjärnen (Gustav Adolfs socken, Värmland, 666575-138462)
Abborrtjärnen är en sjö i Hagfors kommun i Värmland och ingår i Göta älvs huvudavrinningsområde. Sjön har en area på 0,0572 kvadratkilometer och ligger 190,2 meter över havet.

## Delavrinningsområde
Abborrtjärnen ingår i det delavrinningsområde (666590-138423) som SMHI kallar för Ovan Gällälven. Medelhöjden är 196 meter över havet och ytan är 7,36 kvadratkilometer. Räknas de 83 avrinningsområdena uppströms in blir den ackumulerade arean 1 138,67 kvadratkilometer. Årosälven (Uvan) som avvattnar avrinningsområdet har biflödesordning 2, vilket innebär att vattnet flödar genom totalt 2 vattendrag innan det når havet efter 354 kilometer. Avrinningsområdet består mestadels av skog (56 procent) och sankmarker (26 procent). Avrinningsområdet har 0,06 kvadratkilometer vattenytor vilket ger det en sjöprocent på 0,8 procent.